# Displàsia fibromuscular
La displàsia fibromuscular (DFM) és una malaltia dels vasos sanguinis no ateroscleròtica que causa un creixement anormal dins de la paret d'una artèria. La DFM s'ha trobat a gairebé tots els vasos arterials del cos, encara que les més afectades són les artèries renal i caròtide.
Hi ha diversos tipus de DFM, sent la fibroplàsia multifocal la més freqüent. Les formes menys comunes de la malaltia inclouen la fibroplàsia focal (anteriorment coneguda com a íntima) i la fibroplàsia adventicial. La DFM afecta predominantment a dones de mitjana edat, però s'ha trobat en homes i persones de totes les edats. Els casos pediàtrics de DFM són molt diferents dels de la població adulta i estan poc estudiats. Es desconeix la prevalença de la DFM; tot i que inicialment es pensava que la malaltia era rara, alguns estudis han suggerit que pot estar infradiagnosticada.

## Signes i símptomes
Els símptomes expressats pels pacients amb DFM depenen en gran manera dels vasos afectats per la malaltia; així quan causa estenosi de l'artèria renal pot provocar una hipertensió renovascular, per contra, si actua sobre l'artèria caròtida pot causar un accident cerebrovascular per disminució del reg cerebral. Els pacients també poden estar totalment asimptomàtics i se'ls ha descobert la DFM de manera incidental (p. ex., quan es realitzen estudis d'imatge per altres motius). En un estudi del Registre dels Estats Units per a la displàsia fibromuscular, l'edat mediana del primer símptoma era d'aproximadament 47 anys.

## Causa
Tot i que la causa de la DFM encara no està clara, la teoria actual suggereix que hi pot haver una predisposició genètica, ja que els informes de casos han identificat la prevalença entre en grups de malalts i en bessons.

## Tractament
No hi ha cap cura coneguda per a la DFM. Tanmateix, el tractament se centra a alleujar els símptomes associats. El millor enfocament per al tractament d'aquests pacients s'està reavaluant constantment a mesura que es té més informació sobre la malaltia.